# Мидраш (караимское начальное учебное заведение)
Мидра́ш (ивр. מִדְרָשׁ‎, букв. изучение, толкование) — начальная караимская школа, составлявшая основу традиционной системы караимского народного образования.
По традиции, в караимский мидраш дети поступали в возрасте 5-6 лет. Мидраш финансировался на средства караимских общин, воспитанники обучались чтению на древнееврейском языке и переводу на караимский язык Пятикнижия. Юноши, окончившие мидраш, получали (вместе с правом резать скот) звание «реби» (или «эрбы» — учителя, наставника) для занятия учительской или духовной должности в караимских начальных школах.
Как правило, в мидрашах воспитанники получали только самые необходимые знания. В том случае, если родители ученика имели средства для продолжения обучения и если «мальчик обладал способностями к остальным наукам», то его определяли к частному преподавателю, где он бы смог обучаться грамматике древнееврейского языка, а также ознакомиться с богословскими сочинениями караимских авторов.

## Структура
В мидраше, как правило, существовало четыре отделения; уроки для всех учеников проходили одновременно в одном помещении. Первые полгода занятий мальчики изучали «Алеф-бет» (азбуку), потом ещё год читали по слогам (т. н. «симан-тартмак» — «тянуть звук»), и только на второй год они приступали к чтению собственно Торы. Занятия обычно проходили следующим образом: один из учеников вслух читал какой-нибудь стих из Танаха, потом каждый по очереди переводил прочитанное на караимский язык. В мидрашах существовал и такой порядок — нередко старшие ученики («кальфа») помогали учителю в обучении младших воспитанников («дардаков»).

## Недостатки
Многочисленные недостатки данного типа учебных заведений не позволяли караимской молодёжи получать современное образование европейского уровня и осложняли её адаптацию в условиях изменявшейся социальной обстановки в стране[какой?].
1. несовершенная методика преподавания, механическое заучивание учащимися пройденного материала, «схоластика и буквоедство» навязывались воспитанникам. Учащиеся переводили Танах, по свидетельству самих выпускников, «без знания грамматики, языка и не понимая часто даже смысла переводимого»[3];
2. довольно длительный период обучения (до 10 лет) осложнял ход учебного процесса;
3. в мидрашах нередки были случаи применения телесных наказаний (пощёчины, палочные удары) в отношении провинившихся учеников[4].

## География распространения и численность
В 1861 г. в системе караимского народного образования России функционировало 22 начальных учебных заведения. Всего же в 18 мидрашах и в 4 молитвенных школах, существовавших при 6 караимских кенасах, обучалось 458 человек; учительский контингент состоял из 20 педагогов.
По сведениям, собранным по распоряжению таврического губернатора, генерал-лейтенанта Г. В. Жуковского, на территории Таврической губернии эти учреждения действовали в Армянском Базаре, Евпатории, Симферополе, Севастополе, Бердянске, Феодосии (всего 15 школ); кроме того, обучение осуществлялось в Николаеве, Одессе, Елисаветграде, Троках и Луцке. В Евпатории было 8 мидрашей, в которых числилось 210 учеников, а в Троках у местного газзана обучались всего 25 человек; училища не было.